# Philippe Rousselot
Philippe Rousselot (Briey, 4 de septiembre de 1945) es un director de fotografía y cineasta francés reconocido por su amplia gama de trabajos tanto en el cine europeo como en el norteamericano, en géneros que van desde el drama hasta la fantasía y los éxitos de taquilla. Ha colaborado con directores como Robert Redford, Neil Jordan, Stephen Frears, Tim Burton, David Yates y Guy Ritchie. Ha recibido tres premios César, un premio BAFTA, un premio Óscar y una nominación a la Palma de Oro.

## Filmografía

### Como director de fotografía y cineasta
| Año  | Título                                      | Director             | Notas               |
| ---- | ------------------------------------------- | -------------------- | ------------------- |
| 1970 | Le clare de terre                           | Guy Gilles           |                     |
| 1972 | Absences répétées                           | Guy Gilles           |                     |
| 1973 | La raison du plus fou                       | François Reichenbach |                     |
| 1975 | Il pleut toujours où c'est mouillé          | Jean-Daniel Simon    |                     |
| 1976 | L'affiche rouge                             | Frank Cassenti       |                     |
| 1977 | The Model Couple                            | William Klein        |                     |
| 1977 | Peppermint Soda                             | Diane Kurys          |                     |
| 1977 | Pour Clémence                               | Charles Belmont      |                     |
| 1978 | Pauline et l'ordinateur                     | Francis Fehr         |                     |
| 1979 | The Hussy                                   | Jacques Doillon      |                     |
| 1980 | Cocktail Molotov                            | Diane Kurys          |                     |
| 1981 | La provinciale                              | Claude Goretta       |                     |
| 1981 | Diva                                        | Jean-Jacques Beineix |                     |
| 1982 | Guy De Maupassant                           | Michel Drach         |                     |
| 1983 | Moon in the Gutter                          | Jean-Jacques Beineix |                     |
| 1984 | Thieves After Dark                          | Samuel Fuller        |                     |
| 1985 | Night Magic                                 | Lewis Furey          |                     |
| 1985 | The Emerald Forest                          | John Boorman         |                     |
| 1985 | Des terroristes à la retraite               | Mosco Boucault       | Documental          |
| 1986 | Thérèse                                     | Alain Cavalier       |                     |
| 1987 | Hope and Glory                              | John Boorman         |                     |
| 1988 | The Bear                                    | Jean-Jacques Annaud  |                     |
| 1988 | Dangerous Liaisons                          | Stephen Frears       |                     |
| 1989 | Too Beautiful for You                       | Bertrand Blier       |                     |
| 1989 | We're No Angels                             | Neil Jordan          |                     |
| 1990 | Henry & June                                | Philip Kaufman       |                     |
| 1991 | Merci la vie                                | Bertrand Blier       |                     |
| 1991 | The Miracle                                 | Neil Jordan          |                     |
| 1992 | A River Runs Through It                     | Robert Redford       |                     |
| 1993 | Sommersby                                   | Jon Amiel            |                     |
| 1993 | Flesh and Bone                              | Steve Kloves         |                     |
| 1994 | La Reine Margot                             | Patrice Chéreau      |                     |
| 1994 | Interview with the Vampire                  | Neil Jordan          |                     |
| 1996 | Mary Reilly                                 | Stephen Frears       |                     |
| 1996 | The People vs. Larry Flynt                  | Miloš Forman         |                     |
| 1997 | The Serpent's Kiss                          | Él mismo             | Debut como director |
| 1999 | Instinct                                    | Jon Turteltaub       |                     |
| 1999 | Random Hearts                               | Sydney Pollack       |                     |
| 2000 | Remember the Titans                         | Boaz Yakin           |                     |
| 2001 | The Tailor of Panama                        | John Boorman         |                     |
| 2001 | Planet of the Apes                          | Tim Burton           |                     |
| 2002 | Antwone Fisher                              | Denzel Washington    |                     |
| 2003 | Big Fish                                    | Tim Burton           |                     |
| 2005 | Constantine                                 | Francis Lawrence     |                     |
| 2005 | Charlie and the Chocolate Factory           | Tim Burton           |                     |
| 2007 | The Brave One                               | Neil Jordan          |                     |
| 2007 | Lions for Lambs                             | Robert Redford       |                     |
| 2007 | The Great Debaters                          | Denzel Washington    |                     |
| 2009 | Sherlock Holmes                             | Guy Ritchie          |                     |
| 2010 | Peacock                                     | Michael Lander       |                     |
| 2011 | Larry Crowne                                | Tom Hanks            |                     |
| 2011 | A Bird of the Air                           | Margaret Whitton     |                     |
| 2011 | Sherlock Holmes: A Game of Shadows          | Guy Ritchie          |                     |
| 2013 | Beautiful Creatures                         | Richard LaGravenese  |                     |
| 2016 | The Nice Guys                               | Shane Black          |                     |
| 2016 | Fantastic Beasts and Where to Find Them     | David Yates          |                     |
| 2018 | Fantastic Beasts: The Crimes of Grindelwald | David Yates          |                     |
| 2021 | Without Remorse                             | Stefano Sollima      |                     |

## Premios y distinciones
Premios Óscar
| Año  | Categoría        | Película           | Resultado |
| ---- | ---------------- | ------------------ | --------- |
| 1988 | Mejor fotografía | Esperanza y gloria | Nominado  |
| 1991 | Mejor fotografía | Henry y June       | Nominado  |
| 1993 | Mejor fotografía | El río de la vida  | Ganador   |